# عشرت‌آباد (رشتخوار)
نام روستا :عشرت‌آباد (رشتخوار)،
ناشرمقاله:امیر حسین پردل و ویرایشگر اطلاعات: صیادی 
عشرت آباد روستایی از توابع بخش مرکزی شهرستان رشتخوار در استان خراسان رضوی ایران
وجه تسمیه:عشرت به معنای روستای سرسبزی و آبادانی
تابعیت :جمهوری اسلامی ایران –استان خراسان رضوی –شهرستان رشتخوار

دین ومذهب :دین اسلام و مذهب شیعه

موقعیت جغرافیایی:درجهت شمال جغرافیایی آن روستای فتح آباد قرار دارد واز سمت از سمت جنوب شرق آن روستای امین آباد و از جهت جنوب غرب آن شهرستان رشتخوار قراردارد.

توپوگرافی منطقه:از نظر زمین شناسی این روستا در منطقه کوهستانی قرار گرفته  دارای سنگ های گرانیتی وسنگ مرمروسنگ آهکی و گچ دارای چاه و مادر چاه و قنات در این منطقه قرار دارد.

اقلیم ونوع آب هوایی :توده هوای سودانی که مبدا آن آفریقا هست واز جنوب غرب وارد ایرانی میشود و بیشتر کویر های ایران را تاحت تاثیر قرار می دهد جبهه هوای اون گرم هست وار مهر ماه وارد ایران میشود.
منابع آب:از قنات و منبع آب شرب آب روستا تامین میشود.

نوع خاک :به دلیل کوهستانی بودن خاک این روستا از نوع رسوبی وبوده و خاک خوبی برای کشت محصولات کشاورزی دارا میباشد.

پوشش گیاهی :این روستا از نظر پوشش گیاهی نقش مهمی درتامین نیاز ها و چرای دام و گیاهان دارویی هرساله در این روستا کشت میشود.
| نام محلی  | نام علمی           |
| زعفران    | CROCUS SATIVUS     |
| آویشن     | THYMUS             |
| خاکشیر    | DESCURAINIA SOPHIA |
| پونه وحشی | NEPTA GLUMERULOSA  |
| اسپند     | PEGANUM HARMALA    |
| کنجد      | SESAMUMINDICUM     |

منبع :روستای عشرت اباد(۱۳۹۹)
امکانات رفاهی –آموزشی و خدماتی روستا: دارای پایگاه بسیج –دفتردهیاری-یک عدد مدرسه در مفطع  ابتدایی و یک عدد مسجد میباشد

جمعیت:این روستا جمعیتی بالغ بر220 نفر جمعیت داشته و تعداد خانوار های آن 90خانوار بوده است ترکیب جنسیتی آن را کودکان و جوانان و کهنسالان شکل میدهد.

## جمعیت
این روستا در دهستان رشتخوار قرار دارد و براساس سرشماری مرکز آمار ایران در سال ۱۳۸۵، جمعیت آن ۲۷۷ نفر (90خانوار) بوده‌است.